# Pine Ridge
Pine Ridge es un pueblo del condado de Lexington, Carolina del Sur, Estados Unidos. Tiene una población estimada, a mediados de 2023, de 2293 habitantes.

## Geografía
Está ubicado en las coordenadas 33°54′08″N 81°05′33″O / 33.90222, -81.09250 (33.902307, -81.092591). Según la Oficina del Censo, tiene una superficie total de 12.21 km², de los cuales 12.17 km² corresponden a tierra firme y 0.04 km² están cubiertos de agua.

## Demografía
Según la estimación 2018-2022 de la Oficina del Censo, los ingresos medios de los hogares son de $74,565 y los ingresos medios de las familias son de $87,963. Alrededor del 13.5% de la población está por debajo de la línea de pobreza nacional.